# Reith (Schwindegg)
Reith ist ein Gemeindeteil der Gemeinde Schwindegg im oberbayerischen Landkreis Mühldorf am Inn.

## Lage
Die Einöde Reith liegt 3 Kilometer nordöstlich vom  Schloss Schwindegg und in der Luftlinie 3,5 Kilometer nördlich der Bundesautobahn 94. Von deren Ausfahrt 16 (Schwindegg) ist Pointvogl auf einer 6,5 Kilometer langen Fahrt erreichbar.

## Bevölkerungsentwicklung
In Reith gab es 1871 acht Einwohner. Im Mai 1987 gab es zwei Einwohner in einem Wohngebäude.
| Jahr      | 1871 | 1925 | 1950 | 1970 | 1987 |
| Einwohner | 8    | 10   | 8    | 3    | 2    |